# Robert Sears
Robert Wilson Sears (Portland, Oregon, 30 de novembre de 1884 - Atlanta, Geòrgia, 9 de gener de 1979) va ser un tirador d'esgrima i pentatleta estatunidenc que va competir a començament del segle xx.
El 1920 va prendre part en els Jocs Olímpics d'Anvers, on va disputar dues proves del programa d'esgrima. Guanyà la medalla de bronze en la competició de floret per equips, mentre en la d'espasa per equips sisè. En aquests mateixos Jocs disputà la competició del pentatló modern, que finalitza en setena posició.
El 1909 es va graduar a l'Acadèmia Militar dels Estats Units i va ser capità de l'equip de l'Exèrcit que va guanyar dues vegades el títol per equips de l'Intercollegiate Fencing Association. Va passar la major part de la seva carrera militar com a oficial de l'Ordnance Corps, però durant la Segona Guerra Mundial va ser comandant de la 35a Divisió d'Infanteria a França. Amb 60 anys fou el soldat de combat més vell de l'Exèrcit estatunidenc a Europea. Es va retirar el 1946 amb el rang de coronel.